# Economia del Paraguai

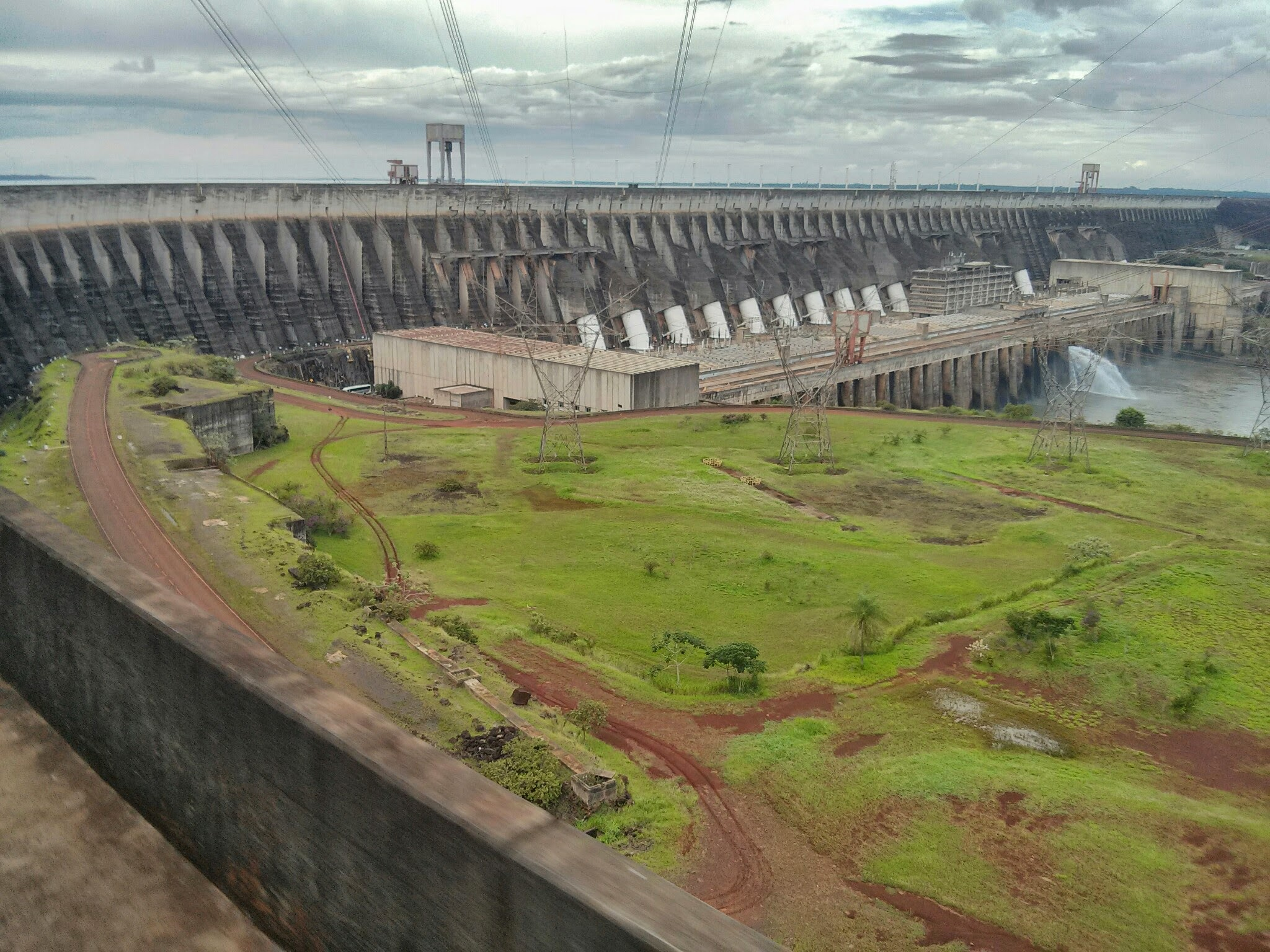
Central hidroelèctrica Itaipú vista de Hernandarias.

Paraguai, país sense litoral amb una gran economia informal, es destaca per la reexportació de béns de consum als seus veïns, així com per l'activitat de petites i microempreses i de venedors urbans. Una part considerable de la seva població viu de l'agricultura, especialment la de subsistència.
A causa de l'extensió del sector informal, informacions econòmiques precises són difícils d'obtenir. Les activitats agrícoles i ramaderes, comercials i de serveis predominen. El sector industrial encara no es troba molt desenvolupat, i es basa principalment en el processament de béns agrícoles i ramaderes. El país és el 6è productor mundial de soia.
L'economia va créixer ràpidament entre el 2003 i el 2008, a causa del creixement de la demanda combinada amb l'alça de preus dels productes primaris, ajudat per condicions climàtiques favorables. No obstant això, una sequera el començament de 2008 va reduir les exportacions de productes agrícoles abans de la recessió global. A causa de la reducció de les exportacions, l'economia va sofrir una caiguda de 3,5% el 2009. El govern va reaccionar a través de mesures d'estímul fiscal i monetari. La corrupció, els limitats progressos en les reformes econòmiques i la precària infraestructura són obstacles al creixement a llarg termini.